# Floronia hunanensis
Floronia hunanensis är en spindelart som beskrevs av Li och Song 1993. Floronia hunanensis ingår i släktet Floronia och familjen täckvävarspindlar. Inga underarter finns listade i Catalogue of Life.